# Clienteling
Clienteling là một kỹ thuật được sử dụng bởi các cộng tác viên bán lẻ để thiết lập mối quan hệ lâu dài với các khách hàng quan trọng dựa trên dữ liệu về sở thích, hành vi và mua hàng của họ. Clienteling nhằm hướng dẫn các cộng sự cung cấp dịch vụ khách hàng cá nhân và thông tin hơn  có thể ảnh hưởng đến hành vi của khách hàng liên quan đến tần suất mua sắm, nâng giá trị giao dịch trung bình và các chỉ số hiệu suất chính bán lẻ khác. Từ quan điểm của khách hàng, khách hàng "có thể thêm một lớp liên lạc cá nhân"  vào trải nghiệm mua sắm.

## Phần mềm khách hàng
Mặc dù cốt lõi của clienteling là một kỹ thuật bán hàng, thuật ngữ này thường được sử dụng ngày nay để mô tả các công cụ phần mềm bán hàng được hỗ trợ liên quan được sử dụng để hỗ trợ các hoạt động xây dựng mối quan hệ giữa các cộng tác viên cửa hàng và khách hàng của họ. Hoạt động khách hàng dựa trên phần mềm được cho là có lợi thế trong việc thu thập dữ liệu về khách hàng trên các kênh tương tác khác nhau trong cơ sở dữ liệu có thể tìm kiếm và truy xuất để sử dụng sau này. Phần mềm kết nối khách hàng cũng có thể cung cấp các công cụ kỹ thuật số trên thiết bị di động hoặc máy trạm cố định nhằm mục đích cho phép các nhà bán lẻ thiết lập mối quan hệ học tập lâu dài với khách hàng của họ. Mặc dù lịch sử bán hàng được thu thập trong các nền tảng quản lý quan hệ khách hàng (CRM) có thể cung cấp một số thông tin chi tiết về xu hướng của khách hàng, nhưng thông tin chi tiết này có thể được tăng cường bởi dữ liệu được thu thập bởi một nhân viên làm việc trực tiếp với khách hàng, người có thể cải thiện hồ sơ khách hàng qua từng khuôn mặt mặt tương tác. Thông tin này sau đó có thể được sử dụng để cá nhân hóa hơn nữa các tương tác trong tương lai. Các khả năng như ghi chú, danh sách mong muốn, tùy chọn, cảnh báo và lịch sử mua hàng đôi khi được sử dụng để cho phép các cộng sự cải thiện hồ sơ khách hàng theo cách mà một mình lịch sử mua hàng và hoạt động thương mại điện tử không thể. Khách hàng cũng có thể là một phương tiện hiệu quả để bán hàng tồn kho dư thừa mà không cần giảm giá bằng cách ghép sản phẩm với đúng người tiêu dùng, sử dụng giao dịch mua trước đây của họ để dự đoán những gì họ có thể muốn mua.

## Sử dụng trong các cửa hàng bán lẻ
Vào năm 2014, một giải pháp ứng dụng khách dựa trên phần mềm đã được triển khai trên iPad cho hơn 3.500 cộng sự tại Saks Fifth Avenue. Ralph Lauren cũng đã sử dụng dịch vụ khách hàng để mời những người mua sắm chọn lọc đến các sự kiện mua sắm đặc biệt.